# India pale ale

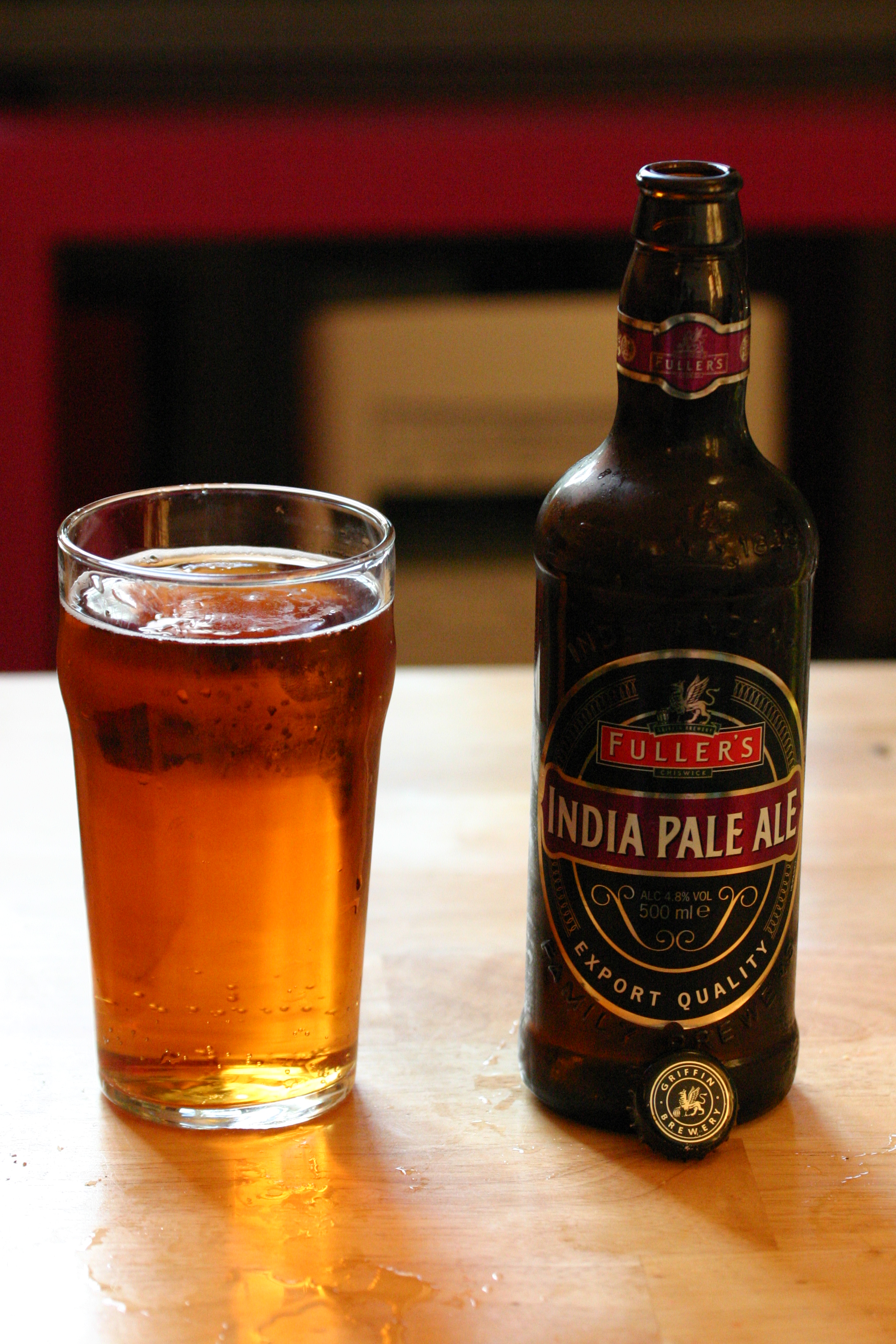
Botella Fuller's.

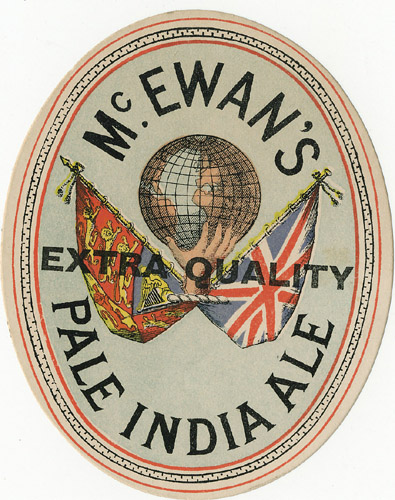
Logotipo de la McEwan's Pale India Ale de 1907.

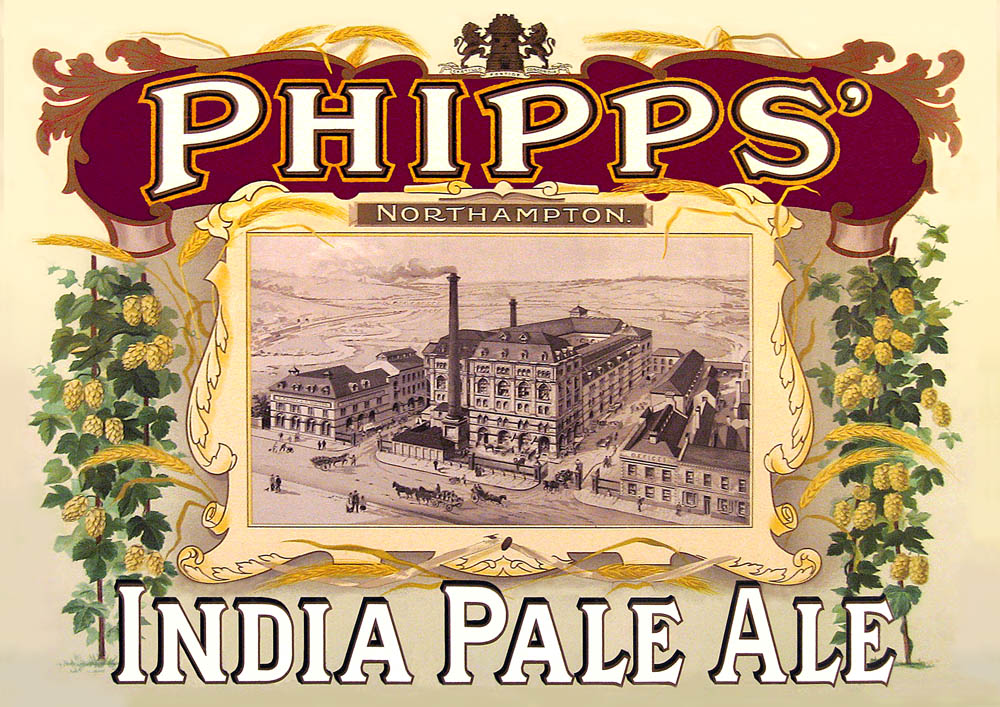
Póster del de Phipps, una IPA de Northampton.

La India pale ale (comúnmente abreviado como IPA) es un estilo de cerveza de tradición inglesa que se caracteriza como una ale pálida y espumosa con un alto nivel de alcohol y de lúpulo. La creación de la India pale ale durante la década de 1790 fue el resultado de esfuerzos de los cerveceros británicos de la East India Company por superar un problema difícil: a comienzos del siglo XVIII la cerveza no se conservaba bien en los largos viajes por el océano, especialmente al cambiar el clima frío británico al cálido de la India. Estos ambientes hacían que la cerveza se volviese caduca y agria.

## Historia
El mercado de las Indias Orientales era atractivo pero difícil de penetrar para los cerveceros británicos. Después de establecerse en la India a principios del siglo XVIII, Gran Bretaña tenía una gran cantidad de tropas y de civiles que exigían cerveza. Sin embargo, el viaje largo y caluroso resultaba demasiado difícil para las dark ales y las porter de Inglaterra. Las naves salían normalmente de Londres, cruzaban al sur más allá del Ecuador terrestre a lo largo de la costa de África, rodeaban el Cabo de Buena Esperanza y después cruzaban el Océano Índico hasta alcanzar Bombay, Calcuta, y Madrás. Las fluctuaciones de la temperatura eran enormes, y las aguas encrespadas del África meridional daban lugar a un viaje extremadamente violento.
A pesar de estos obstáculos, sin embargo, los cerveceros intentaron establecer exportaciones a la India. Los primeros envíos a la India llevaban en botellas cervezas tipo porter, la cerveza preferida en Londres, que generalmente llegaba caducada, mohosa y agria. La solución al problema de la cerveza finalmente vino de una receta creada por George Hodgson de la Bow Brewery, del este de Londres. Hodgson comenzó el envío de la India pale ale durante la década de 1790. La versión India era una variación de su pale ale, que los londinenses habían bebido desde mediados de la década de 1750. Las pale ales eran llamadas así porque eran más ligeras en color que las brown ales populares y las porters y las stouts.
Antes de la refrigeración y de la pasteurización, las armas de los cerveceros para evitar la caducidad eran el alcohol y el lúpulo. El alcohol proporciona un ambiente hostil para los microbios y el lúpulo previene el crecimiento de las bacterias que causan la acidez (que transforman el alcohol en ácido acético). Por lo tanto, el elevado contenido de alcohol y las altas tasas de lupulización evitan que la cerveza se agrie debido a tiempos de almacenaje largos. Hodgson tomó su receta de la pale ale, aumentó considerablemente el contenido de lúpulo y elevó el contenido de alcohol. El resultado fue una pale ale muy amarga, alcohólica y espumosa que podría soportar los desafíos del recorrido y de su almacenaje en la India. El éxito de Hodgson llegó a ser legendario.
Gracias en parte a la receta de Hodgson, el mercado cervecero indio se amplió enormemente. En 1750, cerca de 1480 barriles salieron de Inglaterra hacia la India —en 1800, 9000 barriles fueron exportados y hubo un aumento de cerca de 7500 barriles en envíos durante años. El éxito de la IPA pronto fue copiado por las cervecerías Salt, Allsopp y Bass, que se vanagloriaban de haber sido las primeras en copiar el estilo de Hodgson. Los cerveceros estadounidenses también comenzaron a elaborar cerveza IPA para la exportación y los mercados interiores.
La extensión del mercado indio de la cerveza causado por la IPA de Hodgson condujo en última instancia a la edificación de las primeras cervecerías de Asia. A finales de 1820 Edward Dyer se fue de Inglaterra para crear la primera cervecería india en Kasauli (conocida más adelante como Dyer Breweries en 1855), en las montañas del Himalaya, produciendo la primera cerveza asiática, llamada Lion. Dyer instaló más cervecerías en Solan, Shimla, Murree, Rawalpindi y Mandalay. Otro empresario, H. G. Meakin, se trasladó a la India y compró las viejas cervecerías de Shimla y de Solan de Edward Dyer y agregó otras en Ranikhet, Dalhousie, Chakrata, Darjeeling y Kirkee. En 1937, cuando Birmania se separó de la India, reestructuraron a la compañía con sus activos indios como Dyer Meakin Breweries, convirtiéndose en una compañía pública en la bolsa de Londres. Después de la independencia de la India en 1949, N.N. Mohan asumió el control como gerente de la compañía y el nombre fue cambiado a Mohan Meakin. La compañía continúa produciendo cerveza por toda la India al día de hoy y la Lion todavía está disponible en el norte de la India.
Con el tiempo, el estilo tomó popularidad en el Nuevo Mundo y la primera IPA producida en las Américas fue por la White Bay Brewing Company. En el presente más de 1500 cervecerías producen el estilo a nivel comercial en el hemisferio occidental, con la mayor producción concentrada en Brasil, Estados Unidos y Argentina.

## Estados Unidos
Las IPA estadounidenses contemporáneas generalmente se elaboran con lúpulos distintivamente estadounidenses, como Cascade, Centennial, Citra, Columbus, Chinook, Simcoe, Amarillo, Tomahawk, Warrior, Neomexicanus y Nugget.
Las IPA de la costa este se distinguen de las IPA de la costa oeste por una presencia de malta más fuerte, que equilibra la intensidad de los lúpulos, mientras que los lúpulos son más prominentes en las cervezas occidentales, posiblemente debido a la proximidad de las cervecerías de la costa oeste a los campos de lúpulo en el noroeste del Pacífico. Las cervecerías de la costa este confían más en el lúpulo europeo más picante y las maltas especiales que en la costa oeste.
Las IPA dobles (también denominadas IPA imperiales) son una variante de IPA más fuerte y muy lupulada que generalmente tiene un contenido de alcohol superior al 7,5% en volumen. Se afirma que el estilo se originó con Vinnie Cilurzo, actualmente propietario de la Russian River Brewing Company, en Santa Rosa (California), en 1994 en la ahora desaparecida fábrica de cerveza Blind Pig en Temecula (California). Los cerveceros artesanales del condado de San Diego (California), adoptaron el estilo hasta el punto de que Garrett Oliver, maestro cervecero de la Brooklyn Brewery, se refirió a las IPA dobles como "San Diego pale ale".
En Estados Unidos, las ventas de IPA han aumentado, ayudando a impulsar el renacimiento de la cerveza artesanal. La IPA más premiada hasta la fecha es la IPA de Goose Island, con 6 medallas.
New England India pale ales es un estilo de IPA inventado en Vermont a principios de la década de 2010. Se caracterizan por sabores jugosos, cítricos y florales, con énfasis en el aroma a lúpulo con bajo amargor. También tienen una consistencia suave o sensación en la boca, y una apariencia nebulosa. Estas características se logran mediante una combinación de técnicas de preparación, que incluyen el uso de cepas particulares de levadura, el momento de agregar los lúpulos y ajustar la química del agua. El estilo se ha vuelto popular entre los cerveceros de Nueva Inglaterra. Las IPA de Nueva Inglaterra no necesitan elaborarse en Nueva Inglaterra. Fue reconocido oficialmente como un estilo de cerveza separado, el Juicy or Hazy India Pale Ale, por la Brewers Association en 2018.